# Patsy Cornwallis-West
Mary Adelaide Virginia Thomasina Eupatoria "Patsy" Cornwallis-West (1856 – 21. července 1920) byla irská herečka a jedna z hlavních milenek budoucího krále Eduarda VII.
Patsy se narodila do irské rodiny z vyšší vrstvy. Byla dcerou reverenda Fredericka a Lady Olivie FitzPatrick, dcery Thomas Tayloura, 2. markýze z Headfortu.

## Osobní život
Její matka se neúspěšně snažila svést prince Alberta, manžela královny Viktorie. Patsy se ale stala milenkou prince z Walesu (pozdějšího krále Eduarda VII.) a ve věku 16 let. Tento románek byl brzy odhalen a v roce 1872 byla provdána za Williama Cornwallis-Westa. Byl více než dvakrát starší než ona a v letech 1885 až 1892 sloužil jako poslanec ve West Denbighshire. Společně žili na zámku Ruthin a měli tři děti:
- Mary Theresa Olivia Cornwallis-West (1873–1943), provdána za knížete Hans Heinricha XV. z Hochbergu
- George Cornwallis-West (1874–1951), oženil se s americkou dědičkou Jennie Jerome, která byla dříve provdána za Lorda Randolpha Churchilla, byla tak matkou pozdějšího britského premiéra Winstona Churchilla, který byl o 16 let starší než její manžel George. Rozvedli se v roce 1914 a poté se ještě téhož roku oženil s herečkou Mrs. Patrick Campbell
- Constance Cornwallis-West (1875–1970), provdala se v roce 1901 za Hugha Grosvenora, 2. vévodu z Westminsteru. Rozvedli se v roce 1919 a znovu se provdala za Johna Fitzpatricka Lewise

Patsy proslula tím, že měla stále velký vliv na prince z Walesu a díky tomu mohla uskutečnit výhodné sňatky pro své děti, především však pro svou mladší dceru Constance, která se provdala za velmi bohatého vévodu z Westminsteru.
V roce 1915 začala udržovat poměr s výrazně mladším postřeleným vojákem Patrickem Barettem, který se léčil ve westminsterské nemocnici v Le Touquet. Její pokusy o povýšení tohoto vojáka v armádě vyvolaly skandál. V roce 1917 ovdověla a zemřela o tři roky později na rakovinu žaludku.